# نا آيلينان أن لار (دائرة انتخابية في المملكة المتحدة)
نا آيلينان أن لار (بالإنجليزية: Na h-Eileanan an Iar)‏ هي إحدى الدوائر الانتخابية في المملكة المتحدة الممثلة في مجلس العموم في برلمان المملكة المتحدة.
عضو البرلمان الذي يمثلها حالياً هو :Mr Angus MacNeil (SNP).